# Wysznewe (rejon czernihowski)
Wysznewe (ukr. Вишневе) – wieś na Ukrainie, w obwodzie czernihowskim, w rejonie czernihowskim, w hromadzie Ripky. Do 2022 liczyła 417 mieszkańców.